# Франсис Лий
Франсис Хенри Лий (на норвежки: Francis Henry Lee 28 април 1944 Уестхоутън – 2 октомври 2023 Манчестър), английски футболист (нападател) играл за Болтън Уондърърс, Манчестър Сити и Дарби Каунти. Учавствал с националния отбор на Световното първенство през 1970 в Мексико.

## Футболна кариера
С фланелката на Болтън Уондърърс става два пъти голмайстор в елита на Англия (1962/63 и 1963/64), а после още два в страта Втора дивизия (1965/66 и 1966/67). През лятото на 1967 преминава в Манчестър Сити срещу 60 000 паунда (твърде голяма за времето си). Той пасва идеална в бъдещата машина на мениджъра Джо Мърсър, който сглобява силно ядро заедно с Майк Съмърби, Тони Бук и Колин Бел. Лий допринася за бъдещата титла със своите 16 голав 47 мача. С екипа на сините прибавя към визитката си Купата на Англия , КНК и Купата на лигата. Това са невероятни постижения за времето си. За 8 сезона Франсис вкарва 138 гола в 330 мача и е големия любимец на „гражданите“. По това време получава и прякора си от запалянковците на другите отбори в лигата „Лий Дузпата“, заради начина по който печели наказателните удари и после сам ги изпълнява. През 1974 преминава в Дарби Каунти и помага на „овните“ да спечелят титлата на Англия 12 месеца по-късно. Национален състезател на Англия, за които играе в 27 мача в които бележи 10 гола. Учавства на Мондиал 70 в Мексико. 
След два сезона за Дарби, окача обувките си на пирона, като в един от последните си мачове се сбива с Норман Хънтър от Лийдс Юнайтед и след това двамата биват изгонени. 

## Бизнес кариера
След края на футболната си кариера той развива бизнес с тоалетна хартия, от която става милионер. Първо започва да рециклира хартиените отпадъци, като развива с това и транспортен бизнес. След това започва да произвежда тоалетни и кухненски ролки, както и стреч фолио. През 1984 продава бизнеса си за 8,35 милиона паунда (с чиста печалба от 6 милиона). След това Лий се захваща с коне, а през 1994 се завръща при „гражданите“ като президент, купувайки контролния пакет акции. Престоят му на върха е катастрофален, като „Сити“ се свлича в Трета дивизия и през 1998 подава оставката си. Все пак запазва минимален дял, който продава през 2007 на Таксин Шинаватра. ДО последно ходи на мачовете на Манчестър Сити, като остава техен голям фен.

## Личен живот
Преди да се захване с футбола окончателно, той е обещаващ ръгбист играещ за „Хоруич“ и училище „Уестхоутън“. След края на кариерата се завръща към този спорт, като играе през 1977 за „Първите Уестхоутън ХI“.
През 2016 година е награден с Орден на Британската империя за заслуги към футболната игра и участие в благотворителност.
Умира на 2 октомври след дълго боледуване от рак на 79 години.

## Успехи

### Като футболист
Отборни
 „Манчестър Сити“
- Първа дивизия (Висша лига):
  -  Шампион (1):1967/68
- Купа на Англия: 
  -  Носител (1): 1968/69
- Купа на лигата: 
  -  Носител (1): 1970
- Суперкупа на Англия: 
  -  Носител (2): 1968, 1972
- Купа на носителите на купи: 
  -  Носител (1): 1969/70

 „Дарби Каунти“
- Първа дивизия (Висша лига):
  -  Шампион (1): 1974/75
- Суперкупа на Англия: 
  -  Носител (1): 1975

Лични
 „Болтън Уондърърс“:
- Голмайстор на Англия (2): 1962/63 и 1963/64
- Голмайстор на Англия (Втора дивизия) (2): 1965/66 и 1966/67